# Jeremy Brock
Jeremy Brock (né en 1959) est un scénariste et producteur anglais, qui a écrit plusieurs films dont La Dame de Windsor et Le Dernier Roi d'Écosse.

## En tant que scénariste
- 1997 : La Dame de Windsor (Mrs. Brown en anglais) de John Madden, avec Judi Dench ;
- 2001 : Charlotte Gray (L'Espionne par amour au Québec), de Gillian Armstrong, avec Cate Blanchett, d'après le roman Charlotte Gray de Sebastian Faulks ;
- 2006 : Le Dernier Roi d'Écosse (The Last King of Scotland en anglais) de Kevin Macdonald, avec Forest Whitaker, d'après le roman Le Dernier Roi d'Écosse de Giles Foden ;
- 2011 : L'Aigle de la Neuvième Légion (The Eagle en anglais) de Kevin Macdonald, d'après le roman L'Aigle de la Neuvième Légion de Rosemary Sutcliff.
- 2013 : Maintenant c'est ma vie (How I Live Now) de Kevin Macdonald
- 2016 : Dark Murders (Dark Crimes) d'Alexandros Avranas

## En tant que réalisateur
- 2006 : Leçons de conduite (Driving Lessons en anglais), avec Rupert Grint, Julie Walters et Laura Linney.